# Herbertus juniperinus
Herbertus juniperinus là một loài rêu tản trong họ Herbertaceae. Loài này được (Sw.) Spruce miêu tả khoa học lần đầu tiên năm 1885.